# سید علی موسوی کوزه‌کنانی
سید علی موسوی کوزه‌کنانی (زادهٔ ۱۳۳۵ در کوزه‌کنان) نمایندهٔ حوزهٔ انتخابیهٔ شبستر در دورهٔ پنجم مجلس شورای اسلامی بوده‌است.